# دال‌های سیاه
دال‌های سیاه (نام علمی: Aegypius) سرده‌ای از کرکس‌های جهان قدیم است که در زیرتیرهٔ دالیان (Aegypiinae) یافت می‌شود. از سه گونه در این سرده، تنها دال سیاه موجود است. دال سیاه (Aegypius monachus) موجودی است که به سختی می‌توان آن را پیدا کرد، زیرا "یک شکارچی تقریباً در معرض خطر است که در جمعیت‌های جداشده در سراسر محدوده خود وجود دارد" (چاکمک). مطالعاتی در حال انجام بر روی دال سیاه بوده است و نشان می‌دهد که "پرندگان ترکیه، همراه با پرندگان قفقاز، جایگاهی میانی بین دودمان اروپایی (بالکان و ایبری) و شمال آسیا (مغولستان) دارند" (چاکمک). نام سرده Aegypius یک کلمه یونانی (αἰγυπιός) برای "کرکس" یا پرنده‌ای است که بی‌شباهت به آن نیست. آلیان aegypius را به عنوان "نیمه راه بین یک دال (Gyps) و یک عقاب توصیف می‌کند. برخی از مقامات فکر می‌کنند که این توصیف خوبی از lammergeier است، در حالی‌که دیگران بر این باور نیستند. هر چه که بود، اکنون Aegypius نام‌بخش این گونه است.
تنها گونه موجود از این سرده دال سیاه یا Aegypius monachus است. این دال یکی از بزرگ‌ترین پرندگان شکاری است که با خوردن لاشه نقش بسیار زیادی در اکوسیستم‌های مختلف آن دارد و به نوبه خود از رواج بیماری‌ها می‌کاهد. کرکس‌ها به دلیل عادات غذایی خود به‌طور مداوم در معرض عوامل بیماری‌زا هستند. مطالعه‌ای بر روی سیستم‌های دفاعی معده و ایمنی که در سال ۲۰۱۵ انجام شد، کل ژنوم دال سیاه را توالی‌یابی کرد. مقایسه کرکس و عقاب سرسفید به مطالعه اجازه می‌دهد تا تغییرهای ژنتیکی منتخب مثبت مرتبط با تنفس و توانایی پاسخ‌های دفاعی کرکس و ترشح اسید معده برای هضم لاشه‌ها را بیابد.